# Franz von Höhnel
Franz Xaver Rudolf von Höhnel (ur. 9 lutego 1852 w Zombor, zm. 11 listopada 1920 w Wiedniu) – austriacki botanik i mykolog.

## Życiorys
Franz von Höhnel studiował na politechnice i uniwersytecie w Wiedniu. W 1874 roku zdał egzamin magisterski z matematyki, geografii i historii naturalnej. Następnie był asystentem Friedricha Haberlandta na University of Natural Resources and Applied Life Sciences. W 1877 uzyskał doktorat na Uniwersytecie Strasburskim u Antona de Bary z rozprawą na temat ujemnego ciśnienia powietrza w naczyniach roślin, co wykazał eksperymentalnie. W latach 1877–1880 był asystentem zarządzania leśnymi testami meteorologicznymi w akademii leśnictwa w Mariabrunn. W 1879 habilitował się z botaniki na Politechnice Wiedeńskiej. Od 1878 na politechnice tej był wykładowcą, a w 1884 uzyskał na niej tytuł profesora nadzwyczajnego. W 1894 został mianowany profesorem zwyczajnym anatomii roślin i fizjologii roślin na Uniwersytecie Zasobów Naturalnych i Stosowanych Nauk Przyrodniczych. W 1895 r. powrócił na politechnikę jako profesor botaniki, mikroskopii i wiedzy technicznej. W roku akademickim 1905/06 został wybrany rektorem Politechniki Wiedeńskiej. Od 1904 r. był członkiem korespondentem Cesarskiej Akademii Nauk.

## Praca naukowa
Von Höhnel dokonał postępu w technice mikroskopowej. Skonstruował nowy, lepszy mikroskop i opracował nowe metody analizy mikroskopowej. Wprowadził mikroskopię jako oficjalny przedmiot na austriackich uniwersytetach technicznych. W latach 90. XIX wieku zajął się mykologią. Zrewidował systematykę grzybów i opisał około 250 nowych rodzajów i około 500 nowych ich gatunków. Odbył badawcze wyprawy między innymi do Afryki Północnej, Azji Mniejszej, Brazylii, Ameryki Północnej, Cejlonu i Jawy.
Opisał nowe taksony roślin i grzybów. W ich naukowych nazwach dodawany jest skrót jego nazwiska Höhn.